# Sint-Michielskerk (Koudekerke-Dorp)
De Sint-Michielskerk (Frans: Église Saint-Michel) is de parochiekerk van de plaats Koudekerke-Dorp, gelegen aan de Rue Henri-Ghesquières, in het Franse Noorderdepartement. 

## Geschiedenis
Reeds in de 11e eeuw zou Koudekerke een parochie zijn geweest. De oorspronkelijke kerk, gebouwd in 1894, werd herhaaldelijk getroffen tijdens de Tweede Wereldoorlog. Een nieuwe kerk werd in 1961 gebouwd naar ontwerp van André Neuville, dezelfde architect die in 1935 bij de restauratie van de toenmalige kerk was betrokken.

## Gebouw
Het betreft een bakstenen kerkgebouw in de vorm van een Latijns kruis, maar van echte transeptarmen is eigenlijk geen sprake. Er is een vierkante, voorgebouwde toren als het ware boven het portaal, dat gedekt wordt door een zadeldak, gebouwd. De stijl is sober, de galmgaten en de omlijsting van het portaal zijn in beton uitgevoerd. Ook is er sprake van een betonskelet. Louis Piron en Pierre Ringot hebben het beeldhouwwerk verzorgd.